# نونو فيليبي كوريا سوزا
نونو فيليبي كوريا سوزا (بالبرتغالية: Nuno Filipe Correia Sousa‏) (18 أبريل 1993 - ) هو لاعب كرة قدم برتغالي في مركز الوسط.

## وصلات خارجية
- نونو فيليبي كوريا سوزا على موقع قاعدة بيانات كرة القدم.إي يو (الإنجليزية)
- نونو فيليبي كوريا سوزا على موقع Soccerway.com (الإنجليزية)